# Henning von Rettig

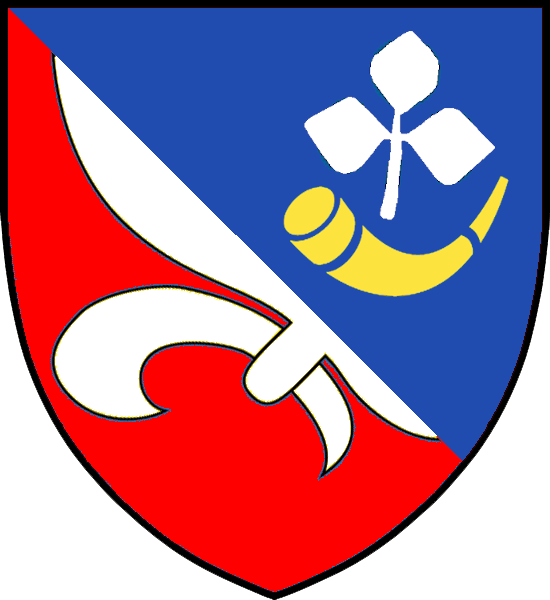
Vapensköld för adelsätten von Rettig

Robert Henning von Rettig, född 26 februari 1866 i Gävle, död 28 juli 1924, var en finländsk fabriksägare och företagsledare, verksam inom tobaksbranschen. 
Henning von Rettig var son till den finländske tobaksfabrikanten Fredric von Rettig och dennes hustru Maria Sofia von Horn (1841–1896). Han hade sin verksamhet knuten till familjeföretaget P.C. Rettig & Co, där han efter studier i utlandet inträdde 1889. Åt 1893 blev han vice verkställande direktör och delägare i familjefirman. När sedan fadern gradvis drog sig tillbaka från de dagliga driften och det sista årtiondet av sitt liv främst vistades utomlands, var sonen i praktiken företagets ledare länge innan han formellt tillträdde vid faderns död 1914.
När det gäller Henning von Rettigs konkreta insatser, nämns särskilt hans arbete med att säkra tillförseln av råtobak från nya leverantörer i Ryssland, sedan de tidigare tyska fallit bort på grund av kriget. Han var ägare och direktör för Pargas Kalkbergs AB, senare känt som Partek, samt var aktiv inom kommunalpolitiken i Åbo. Från 1918 var han svensk vicekonsul i Åbo. Henning von Rettig avled oväntat 1924 vid 58 års ålder.
Riddare av Kungl. Vasaorden 1922.
Henning von Rettig var från 1893 gift med sin kusin Anna Adelaide von Horn (1872–1953). De hade fyra barn, däribland äldste sonen Hans von Rettig (1894–1979), som kom att överta och vidareföra familjeföretagen.